# 多瑙河上游海巴赫
多瑙河上游海巴赫是奥地利上奥地利州埃弗丁县的一个市镇。总面积25.5平方公里，总人口1293人，人口密度50.7人/平方公里（2005年）。